# IWork
Chronologie des versions
AppleWorks
iWork est une suite bureautique créé par Apple en janvier 2005 sur macOS et iOS et également depuis d’autres plates-formes depuis le site web d'iCloud. Elle a été développée dans le but de rendre les utilisateurs de Macintosh plus indépendants de Microsoft Office.
Elle comprend un logiciel pour faire des présentations, Keynote, un autre pour du traitement de texte, Pages et un tableur, Numbers.

## Histoire
- iWork est une suite bureautique simple, qui se veut être le successeur d'AppleWorks. iWork est apparu en 2005 puis a connu une version 06,07,08. La dernière version est iWork '09, dont la principale amélioration de la suite est Numbers qui bénéficie d'un grand nombre de nouvelles fonctions. Depuis 2013, les 3 applications sont mises à jour séparément.

- Ce logiciel se positionne sur le créneau de Microsoft Works voire OpenOffice. On peut également le rapprocher de RagTime. Ce n'est pas une suite intégrée. iWork se compose de trois modules indépendants. iWork se veut le pendant bureautique d'iLife, la suite de loisirs numériques d'Apple.

- L'interface de la suite de communication a été revue afin d'être en conformité avec les tendances données par iTunes, qui seront généalisées par l'arrivée de Mac OS X Leopard.

- La suite iWork '09 a légèrement évolué après la sortie Mountain Lion. Les 3 logiciels offrent maintenant la possibilité de mettre les documents créés dans iCloud ce qui permet de les retrouver sur ses appareils Apple (iPhone, iPad…). Les documents peuvent être modifiés sur l'iPhone et sur l'iPad en utilisant la version iWork pour IOS.

- Les 3 logiciels sont vendus séparément sur l'App Store

- Pendant la keynote de la WWDC 2013, une version "iWork dans iCloud" a été annoncée, prévue pour l'automne 2013[4].
- Depuis 2016, il est possible de collaborer en temps réel sur les application de la suite (similaire à Google Docs)

### Application iWork
- Keynote - Sur le site d'Apple France
- Pages - Sur le site d'Apple France
- Numbers - Sur le site d'Apple France